# Maximilian Trachtenberg
Maximilian Trachtenberg, též Maksymilian nebo Maksymiljan (27. srpna 1844 Ternopil – 17. ledna 1924 Kolomyja), byl rakouský právník a politik polské národnosti a židovského původu z Haliče, na konci 19. století poslanec Říšské rady.

## Biografie
Profesí byl advokátem. Do roku 1869 studoval na univerzitě. Byl židovského původu.
Byl i poslancem Říšské rady (celostátního parlamentu Předlitavska), kam usedl v doplňovacích volbách roku 1895 za kurii městskou v Haliči, obvod Kolomyja, Sňatyn, Bučač atd. Nastoupil 14. prosince 1895 místo Josefa Samuela Blocha. Mandát tu obhájil ve volbách roku 1897. Ve volebním období 1891–1897 se uvádí jako Dr. Maximilian Trachtenberg, advokát, bytem Kolomyja.
Do voleb v roce 1897 šel jako oficiální polský kandidát, tedy kandidát Polského klubu. Do Polského klubu vstoupil již při svém nástupu na Říšskou radu roku 1895.
Zemřel v lednu 1924.